# Nissan Altima

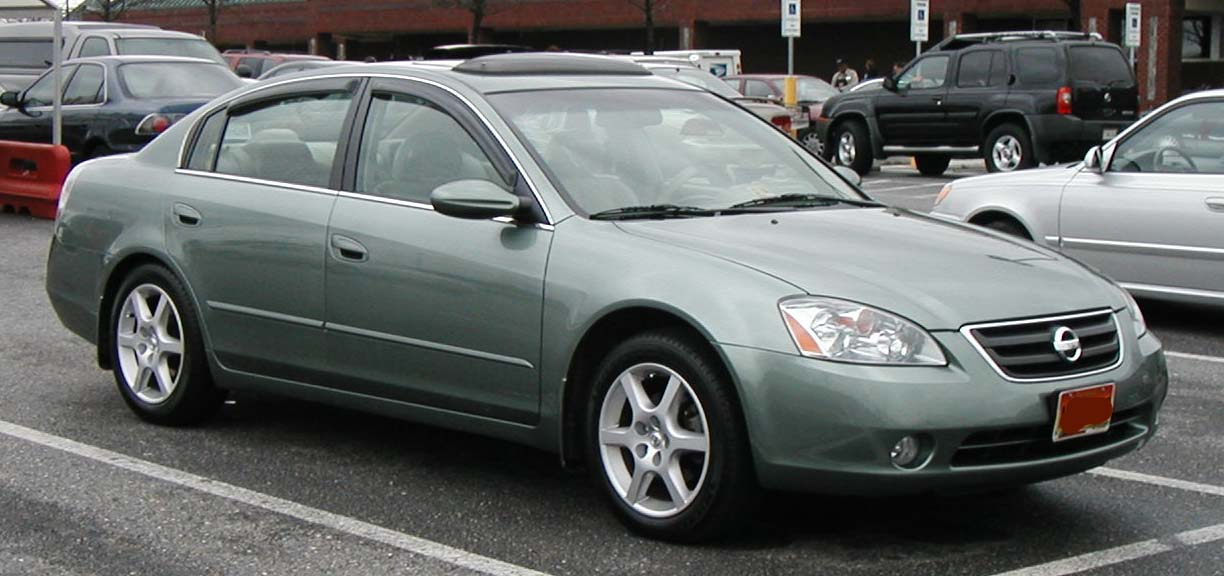
Nissan Altima 02-04

Nissan Altima är en mellanstor sedan som har tillverkats av Nissan sedan 1992. Den har blivit en av märkets mest populära bilar, särskilt i Nordamerika, där den ofta jämförs med rivaler som Toyota Camry och Honda Accord. 

## Historia
Altima debuterade 1992 som en ersättare till Nissan Stanza. 
Under årens lopp växte Altima i storlek och fick allt mer avancerad teknik. Den femte generationen, som lanserades 2013, hade en strömlinjeformad design och introducerade Nissans Xtronic CVT, en steglös automatlåda som förbättrade både prestanda och bränsleekonomi. 

## Prestanda
Under huven finns olika motoralternativ beroende på modellår. En vanlig variant är en 2,5-liters fyrcylindrig motor, men för den som vill ha mer kraft finns en 2,0-liters VC-Turbo-motor. Det unika med VC-Turbo är att den kan justera sin kompression i realtid, vilket ger både bättre acceleration och lägre bränsleförbrukning.

## Marknad och försäljning
Altima har länge varit en av Nissans bästsäljare i Nordamerika. Den har också varit populär i vissa andra marknader, även om den huvudsakligen har konkurrerat i USA och Kanada. Med fyrhjulsdrift i de senaste modellerna har Altima också börjat locka köpare som annars skulle överväga en SUV.